# Lista de herdeiros do trono jordaniano
Esta é uma lista de indivíduos que foram, em dado período de tempo, considerados os herdeiros do trono do Reino Hachemita da Jordânia (1921-presente), em caso de abdicação ou morte do monarca incumbente. Os herdeiros (presuntivos ou aparentes) que, de fato, sucederam ao monarca jordaniano são representados em negrito.
A lista inclui nobres a partir de 1921, quando a Jordânia passou a ser governada pela dinastia Hachemita após a independência conquista no limiar da Revolta Árabe. Consequentemente, o reino passou à condição de emirado como Emirado da Transjordânia e, finalmente em 1949, assumiu o sistema monárquico e nome que vigoram ainda nos dias atuais.
Uma monarquia islâmica, a Jordânia tem como herdeiro aparente ao trono sempre o descendente masculino legítimo e de confissão islâmica cuja linhagem ancestral remonte diretamente ao rei Abdullah I. Desta maneira, mulheres são evidentemente excluídas da linha de sucessão ao trono. Em caso de ausência de herdeiros diretos, o monarca pode recorrer à Assembleia Nacional e indicar um sucessor dentre seus irmãos. O herdeiro jordaniano não recebe nenhum título nobiliárquico específico, sendo intitulado apenas como "Príncipe Herdeiro da Jordânia". 

## Herdeiros ao trono jordaniano
| Monarca     | Herdeiro | Condição            | Relação com o monarca | Período                | Período                |
| ----------- | -------- | ------------------- | --------------------- | ---------------------- | ---------------------- |
| Abdullah I  | Talal    | Herdeiro aparente   | Filho                 | 25 de maio de 1946     | 20 de julho de 1951    |
| Talal       | Hussein  | Herdeiro aparente   | Filho                 | 20 de julho de 1951    | 11 de agosto de 1952   |
| Hussein     | Muhammad | Herdeiro presuntivo | Irmão                 | 11 de agosto de 1952   | 30 de janeiro de 1962  |
| Hussein     | Abdullah | Herdeiro aparente   | Filho                 | 30 de janeiro de 1962  | 1 de abril de 1965     |
| Hussein     | Hassan   | Herdeiro presuntivo | Tio                   | 1 de abril de 1965     | 25 de janeiro de 1999  |
| Hussein     | Abdullah | Herdeiro aparente   | Filho                 | 25 de janeiro de 1999  | 7 de fevereiro de 1999 |
| Abdullah II | Hamzah   | Herdeiro presuntivo | Irmão                 | 7 de fevereiro de 1999 | 28 de novembro de 2004 |
| Abdullah II | Hussein  | Herdeiro aparente   | Filho                 | 28 de novembro de 2004 | Incumbente             |